# Зональна рослинність
Зональна рослинність — рослинність яка утворює самостійні зони (тундру, ліс, степ тощо). Найповніше зональна рослинність виражена в рослинних угрупуваннях, що займають плакорні (вододільні, слабопохилі) ділянки, які найбільше відповідають кліматичним та іншим умовам даної зони.